# 一柳直家
一柳 直家（ひとつやなぎ なおいえ）は、江戸時代初期の大名。伊予国川之江藩主。播磨小野藩主一柳家初代。

## 生涯
慶長4年（1599年）、一柳直盛の次男として伏見に生まれる。母は稲葉氏
慶長10年（1605年）、7歳の時に駿府で徳川家康に、江戸で徳川秀忠に、それぞれ拝謁。以後、江戸で父の証人（人質）として暮らし、幕府から「旅資」を支給されている。以後、徳川秀忠の上洛や、大坂の陣などに随行。この間の慶長14年（1609年）、従五位下美作守に叙任している。
父の直盛は大坂の陣で徳川方に与して戦功を挙げた。寛永13年（1636年）6月1日に直盛は1万8000石余の加増を受けて伊予国西条に転封される。領地は伊予国新居郡・宇摩郡・周敷郡ならびに播磨国加東郡で、石高は計6万8000石余であった。このとき直家は徳川家光の命によって加増分の中から播磨国加東郡内5000石を分け与えられた。しかし同年8月19日、西条に向かう途上の大坂で直盛が死去した。
同年11月、直盛の遺領6万3000石余は3人の子（直重、直家、直頼）で分割されることとなった。直家は父の遺領をのうち2万3600石を相続し、さきに与えられていた5000石と合わせ、播磨国加東郡、伊予国宇摩郡・周敷郡の3郡で2万8600石の大名となった。『愛媛県史』によれば川之江に入部した（川之江藩）。翌寛永14年（1637年）に初の国入りが認められる。
直家は宇摩郡川之江村の神ノ木（現在の愛媛県四国中央市川之江町）に陣屋（川之江陣屋）を置いた。また、播磨国の分領支配の拠点として敷地陣屋（現在の小野市敷地町）を築いた。
寛永19年（1642年）5月29日に死去、享年44。参勤交代で江戸に上る途中に面疔を患い、江戸で急死したという。麻布の祥雲寺に葬られた。
直家には娘しかいなかったため、親族にあたる小出吉親の次男・一柳直次を養子とし、娘と娶せて遺領を相続させようとした。『寛政譜』によれば、病が篤くなった時に相続を願い出たとされる（『愛媛県史』では跡目相続を願い出ていたものの幕府の許可がいまだ出ていなかったという説を載せる）。当時は末期養子がまだ許されていなかったため、寛永20年（1643年）に家督相続は認められたものの伊予国内の1万8600石が没収されることとなった。これにより小野藩の所領は播磨国内の1万石のみとなった。